# Pleolophus rubrocinctus
Pleolophus rubrocinctus är en stekelart som först beskrevs av Léon Abel Provancher 1874.  Pleolophus rubrocinctus ingår i släktet Pleolophus och familjen brokparasitsteklar. Utöver nominatformen finns också underarten P. r. rufifemur.